# Rone kyrka
Rone kyrka är en kyrkobyggnad i Rone. Den är församlingskyrka i Alva, Hemse och Rone församling i Visby stift. Kyrkan, från 1300-talet, är belägen i slättbygd vid kusten på sydöstra Gotland. Sedan medeltiden har kyrkan kallats Lang Jaku efter sitt skyddshelgon Jakob och det höga kyrktornet, ett riktmärke för sjöfarare. Rone kyrka är Gotlands högsta Kyrka.

## Kyrkobyggnaden
Några bevarade reliefer och sockelstenar vittnar om en tidigare romansk stenkyrka. Den befintliga putsade kyrkan består av ett tvåskeppigt långhus, kyrktorn i väster och smalare rakt avslutat kor med sakristia på nordsidan. Byggnadsmaterialet är tuktad kalksten med inslag av sandsten och granit (kyrkan belägen på gränsen mellan kalkstens- och sandstensområdet), detaljer av fint huggen sten. Långhus, kor med sakristia samt tornets nedre del är uppförda i ett sammanhang omkring 1300. Vid 1300-talets mitt påbyggdes tornet till sin nuvarande höjd under ledning av stenmästaren "Egypticus". Tornet mättes i samband med tornrenovering 2019 till en höjd av 58,86 meter upp till tornhuvens topp. Spiran är inte medräknad.
Exteriören domineras av det nämnda kyrktornet med gallerier i tre väderstreck; det har spetsbågiga, kolonettförsedda ljudgluggar i två våningar och spetsiga gavelrösten som avkapas av den åttkantiga tornspiran. Kyrkans fönsteröppningar är ursprungliga; långhuset har smala spetsbågefönster, koret ett rundfönster i söder samt trekopplat östfönster. Av de fyra medeltida portalerna utmärker sig de två perspektiv-portalerna i söder (kor och långhus) med sina fint huggna kapitälband (långhusportalen är delvis förnyad 1915 och 1955). Långhus och kor täcks av sadeltak, sakristian har pulpettak.
Invändigt täcks långhuset av fyra kryssvalv uppburna av en slank mittkolonn med ornerat kapitäl, kraftiga gördelbågar av huggen kalksten. Spetsbågig torn- respektive triumfbåge leder till ringkammare och kor. Valvmålningarna är från omkring 1300, medan långhusets väggmålningar är utförda av Passionsmästaren vid 1400-talets mitt. Glasmålningar från 1200-talets mitt finns bevarade i koret. Kyrkan har en ovanligt rik efterreformatorisk inredning. Kyrkan restaurerades 1954–1955 efter förslag av arkitekt Eiler Græbe.

## Inventarier
- I triumfbågen hänger en skulptur av Jesus på korset omgiven av Maria och Johannes. Denna korsfästelsegrupp tillverkades på Gotland omkring år 1400.
- Kyrkklockan är den äldsta daterade på Gotland och fungerar ännu. På klockan finns följande inskrift: ANNO DNI MCCC XL V FUSA SUM HESO ESTE PIUS TURBE CLERI MESTE PATER URBE vilket i översättning blir: "I Herrens år 1345 blev jag gjuten i Hemse. Fader var nådig mot prästernas gemenskap och den betryckta staden".
- I sakristian finns en medeltida korkåpa utställd.
- Predikstolen är enligt inskrift daterad till 1595 och en av de äldsta. Tillhörande ljudtak och trappa är från 1664.
- Dopfunten av sandsten tillverkades 1664 och ersatte en 1100-talsfunt tillverkad av Hegvald.
- Altaruppsatsen av sandsten tillverkades 1694 av Peiter van Eigen.
- Epitafium från 1664 över Peder Bentson Norby.

### Orgel
- Orgeln byggdes 1876 av Åkerman & Lund Orgelbyggeri i Stockholm och renoverades 1988 av J Künkels Orgelverkstad i Färjestaden. Orgeln är mekanisk.

| Manual          | Pedal   | Koppel     |
| Borduna 16’ B/D | Bihängd | Man 4'/Man |
| Principal 8’    |         |            |
| Rörflöjt 8’     |         |            |
| Salicional 8'   |         |            |
| Octava 4'       |         |            |
| Octava 2'       |         |            |
| Mixtur 3 chor   |         |            |

#### Kororgel
- Kororgeln byggdes 1988 av J. Künkels Orgelverkstad. Orgeln är mekanisk.

| Manual            | Pedal         | Koppel  |
| Rörflöjt 8’       | Subbas 16'    | Man/Ped |
| Principal 4’      | Kvintadena 4' |         |
| Täckflöjt 4’      |               |         |
| Flautino 2'       |               |         |
| Crescendosvällare |               |         |

## Bilder

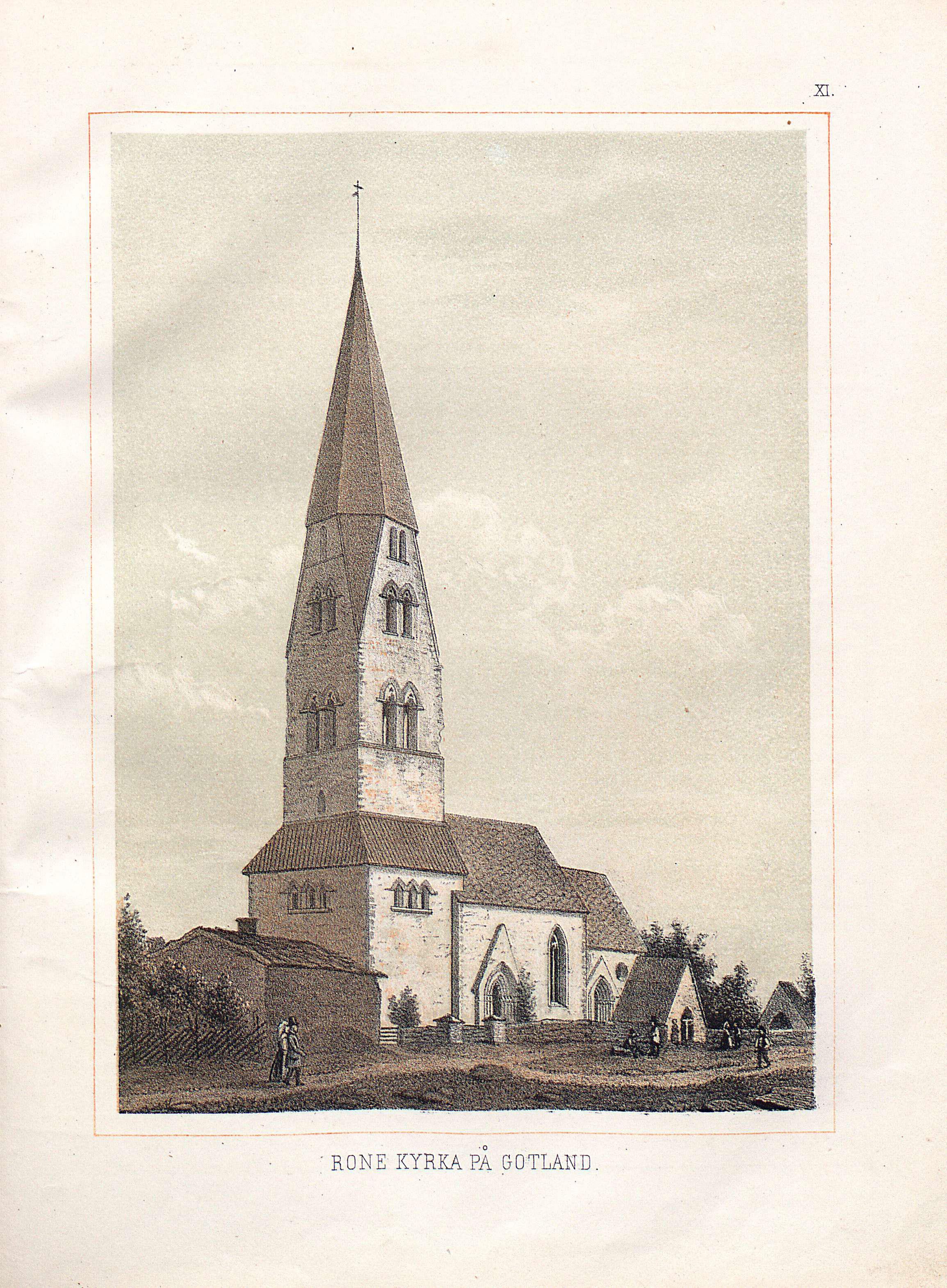
Färglitografi från 1874
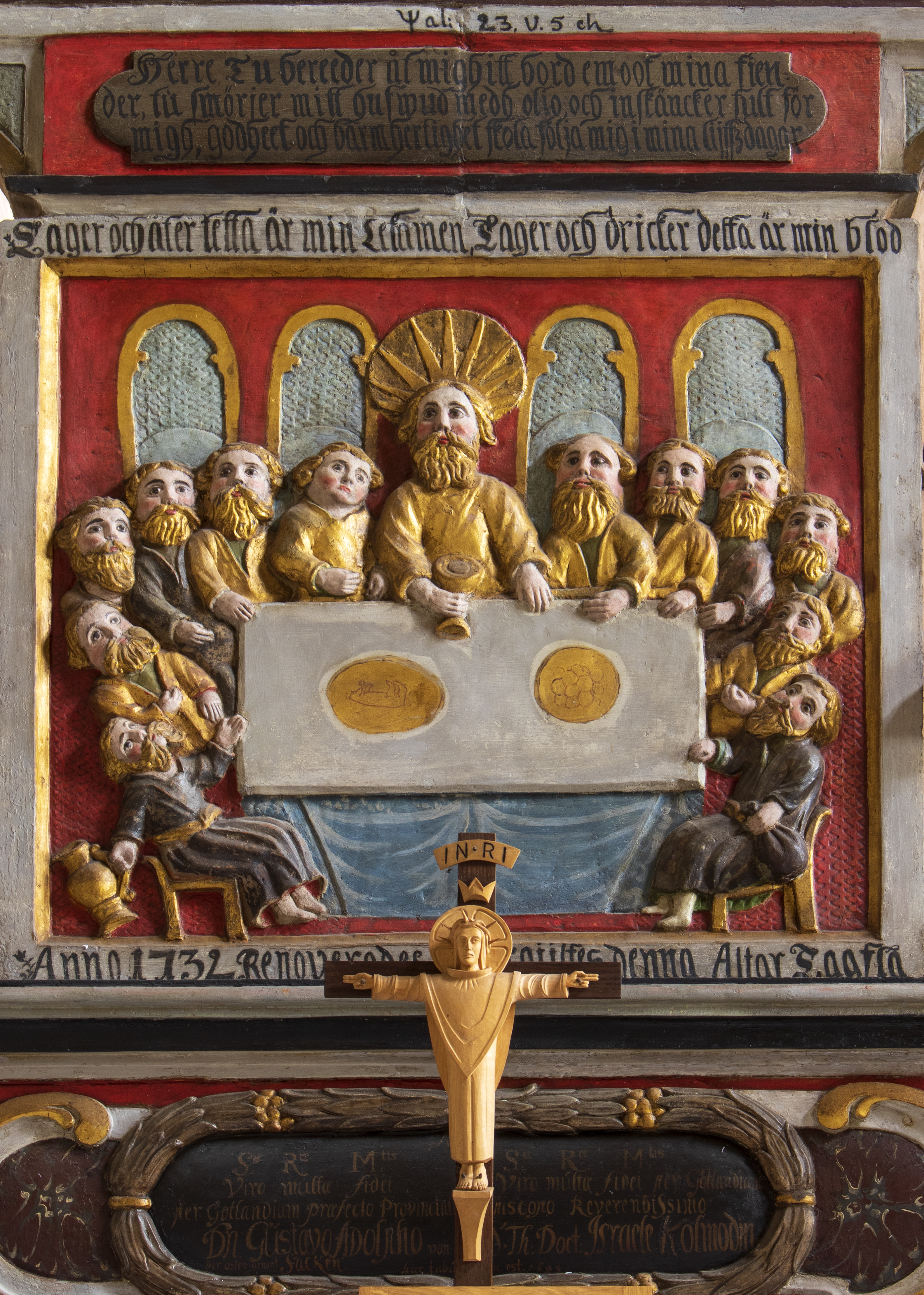
Centralmotiv i altaruppsatsen

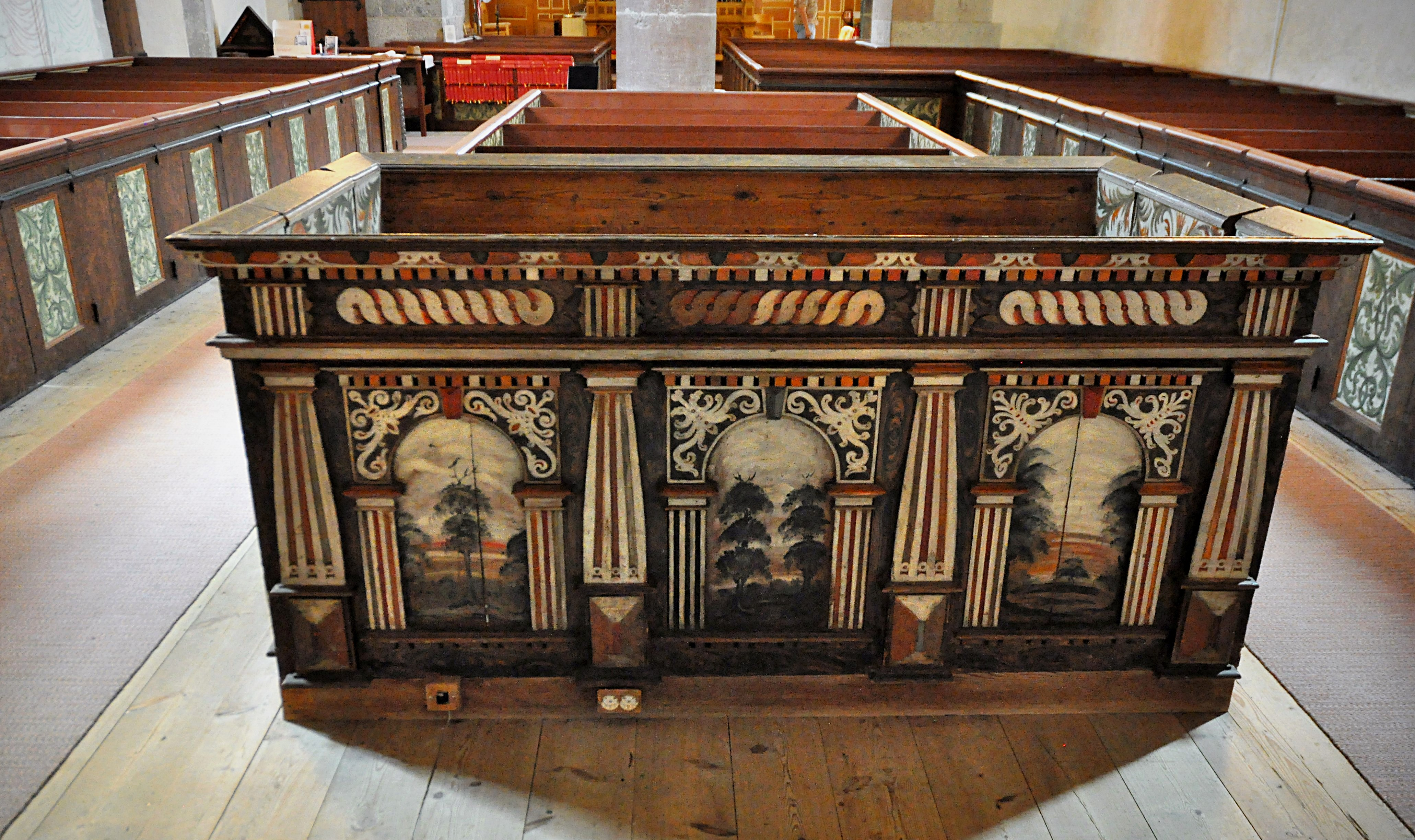
Kyrkbänkar
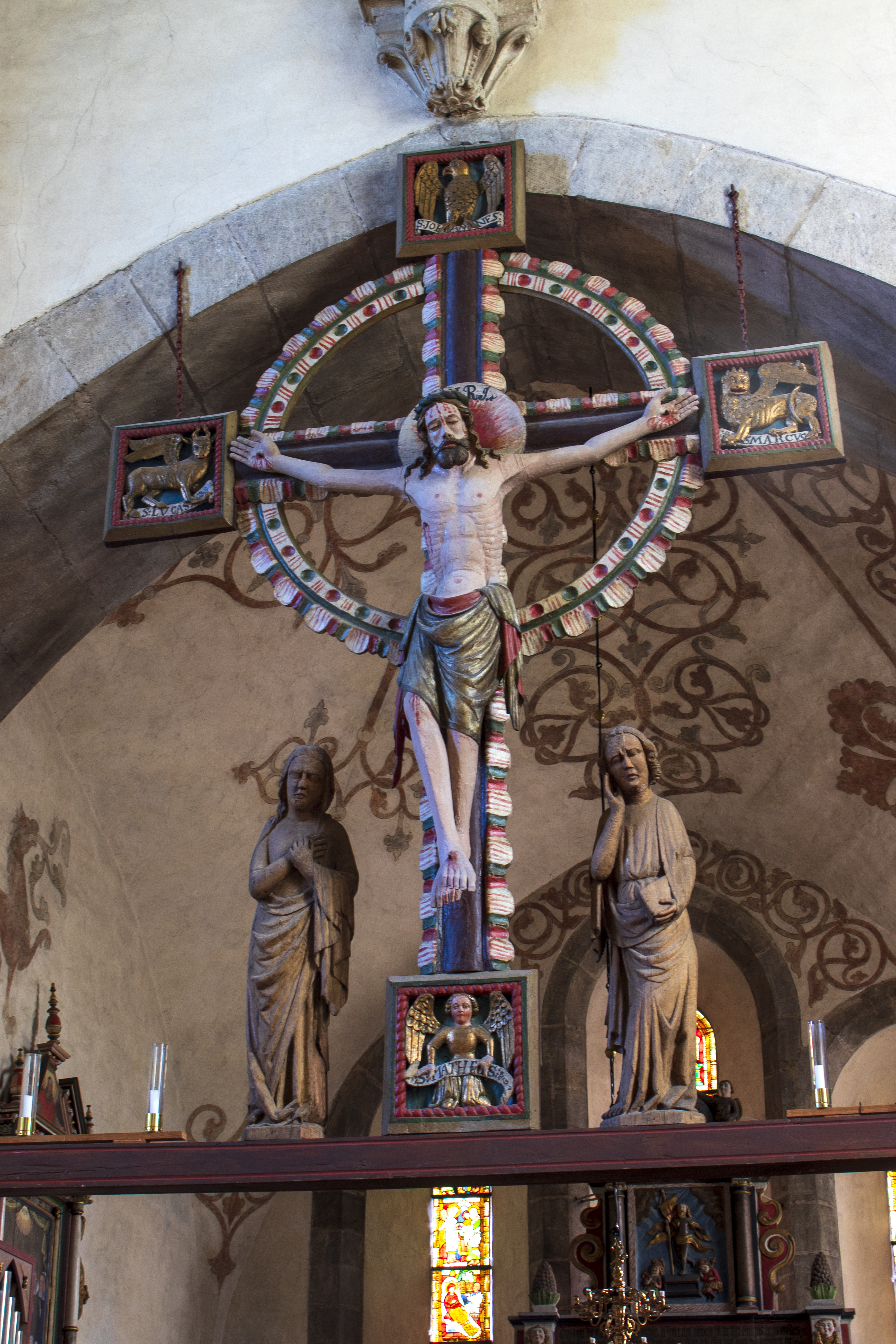
Triumfkrucifix
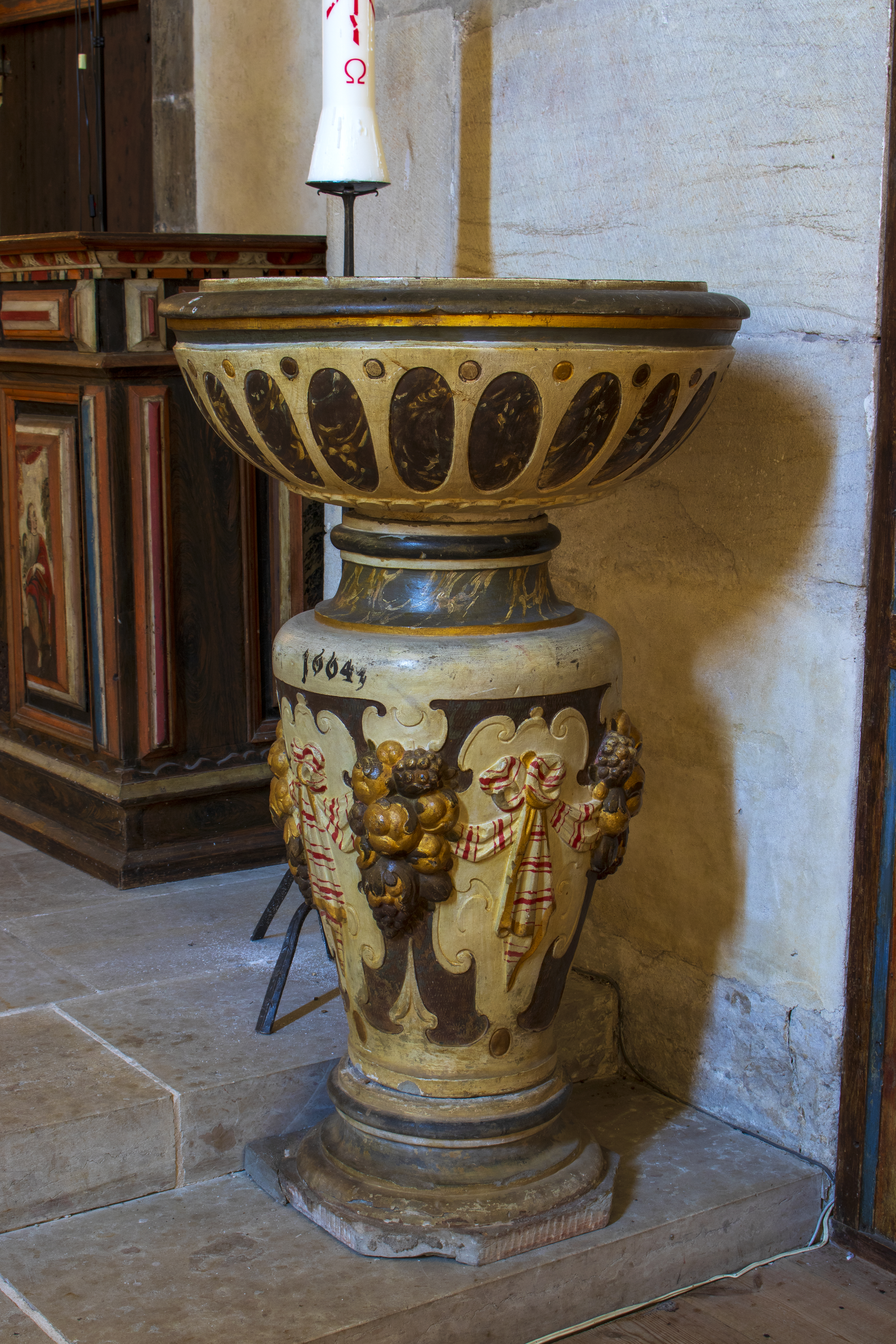
Dopfunt